# ريتشارد فاولر (عالم بيئة)
ريتشارد فاولر (بالإنجليزية: Richard Fuller)‏ هو عالم بيئة أسترالي، ولد في 1960 في أستراليا.